# Огировка
Огировка (укр. Огирівка) — село,
Подольский сельский совет,
Великобагачанский район,
Полтавская область,
Украина.
Код КОАТУУ — 5320284002. Население по переписи 2001 года составляло 387 человек.

## Географическое положение
Село Огировка находится у истоков реки Гнилица.
На расстоянии до 2-х км расположены сёла Байрак, Коноплянка и Подол.
К селу примыкает лесной массив (сосна).
Рядом проходят автомобильные дороги Т-1720 и М-03.

## Экономика
- Молочно-товарная и птице-товарная фермы.

## Объекты социальной сферы
- Школа I—II ст.
- Дом культуры.